# كاتويرا
بلدية كاتويرا (بالإسبانية: Catoira) هي بلدية تقع في مقاطعة بونتيفيدرا التابعة لمنطقة غاليسيا شمال غرب إسبانيا.

## الديموغرافيا
يبلغ عدد سكان بلدية كاتويرا 3.489 نسمة عام 2011 (وفقاً للمعهد الوطني للإحصاء الإسباني).
| 3.612 | 3.528 | 3.522 | 3.502 | 3.480 | 3.473 | 3.489 |